# Nénuphar (ballet)
Pour les articles homonymes, voir Nénuphar.

Nénuphar est un ballet de Marius Petipa sur une musique de Nikolaï Krotkov, composé en 1890. Cette fantaisie chorégraphique se présente en un acte. Sa création a eu lieu le 11 novembre 1890 au théâtre impérial Mariinsky de Saint-Pétersbourg. L'interprète principale était la ballerine italienne Carlotta Brianza.